# 山崎斌
山崎 斌（やまざき　あきら、1892年11月9日 - 1972年6月27日）は、日本の小説家、染織家。
「草木染め」の命名者として知られる。

## 来歴
長野県東筑摩郡麻績村で善光寺街道麻績宿本陣臼井家の三男として生まれ、父の生家・山崎家の養子となる。
旧制上田中学（長野県上田高等学校）を経て、国民英学舎を卒業後、京城日報の記者となったが、1922年作品を島崎藤村に賞賛され作家として歩み始めた矢先、昭和の大恐慌で郷里の養蚕業が打撃を受けたため帰郷。植物染を復活させ「草木染め」と名付け、「草木屋」を創設して編著書を刊行、のち月明会を興す。
息子に染色工芸家で群馬県指定重要無形文化財保持者の山崎青樹、孫に同じく染色工芸家の山崎和樹がいる。

## 著書
- 二年間 ある女の手紙五十八 東洋出版社、1922
- 結婚 アルス 1922
- 郊外 二松堂書店 1923 (表現叢書)
- 病める基督教 弘文館 1923 (人類叢書)
- 静かなる情熱 山崎斌創作選集 アルス 1923
- 女主人 短篇小説集 アルス 1924
- 犠牲 芸術解放社 1925
- 藤村の歩める道 弘文社 1926
- 夕陽 山崎斌著作集刊行会 1927
- 早春 千曲書房 1930
- 竹葉集 歌集　草木屋 1932
- 日本固有草木染色譜 日本植物染料研究所 1933.8
- 桃橙集 岡倉書房 1935
- 日本の菓子 月明会出版部 1942 (月明文庫)
- 月夜の雪国 月明会出版部 1944 (月明文庫)
- 牧水 紀元社 1944  （若山牧水の作品を主にした伝記）
- 草木染 文芸春秋新社 1957
- 草木染百色鑑 月明会 1958
- 随筆・草木寺 アポロン社 1960
- 草木染手織抄 月明会 1960
- 二年間 月明出版部 1963 (山崎斌創作選集 第1輯)
- 結婚 月明出版部 1964 (山崎斌創作選集 第2輯)
- 犠牲 月明出版部 1964 (山崎斌創作選集 第3輯)
- 月明竹青 草木染研究所 1973.5

## 編纂
- 藤村の手紙 新英社 1935
- 西行百首 草木屋出版部 1938 (清寥抄 第2編）
- 季題秀句帖 月明会出版部 1942
- 橘曙覧歌抄 月明会出版部 1942 (月明文庫)
- 月明先人集 草木屋出版部 1944
- 凡兆句集 月明出版部 1962 (月明文庫)
- 前川千帆 版画を中心にしてその画業その他 月明会出版部 1962
- 良寛歌抄 月明出版部 1963 (月明文庫)
- 一茶句抄 制作年別 二百三十五句　月明出版部 1963 (月明文庫)
- 自然の手帖 社会思想社 1963 (現代教養文庫)

## 参考
- 「草木染の命名者　山崎斌」展　2005
- 草木工房 山崎家と草木染め